# Eleccions papals abans del 1059

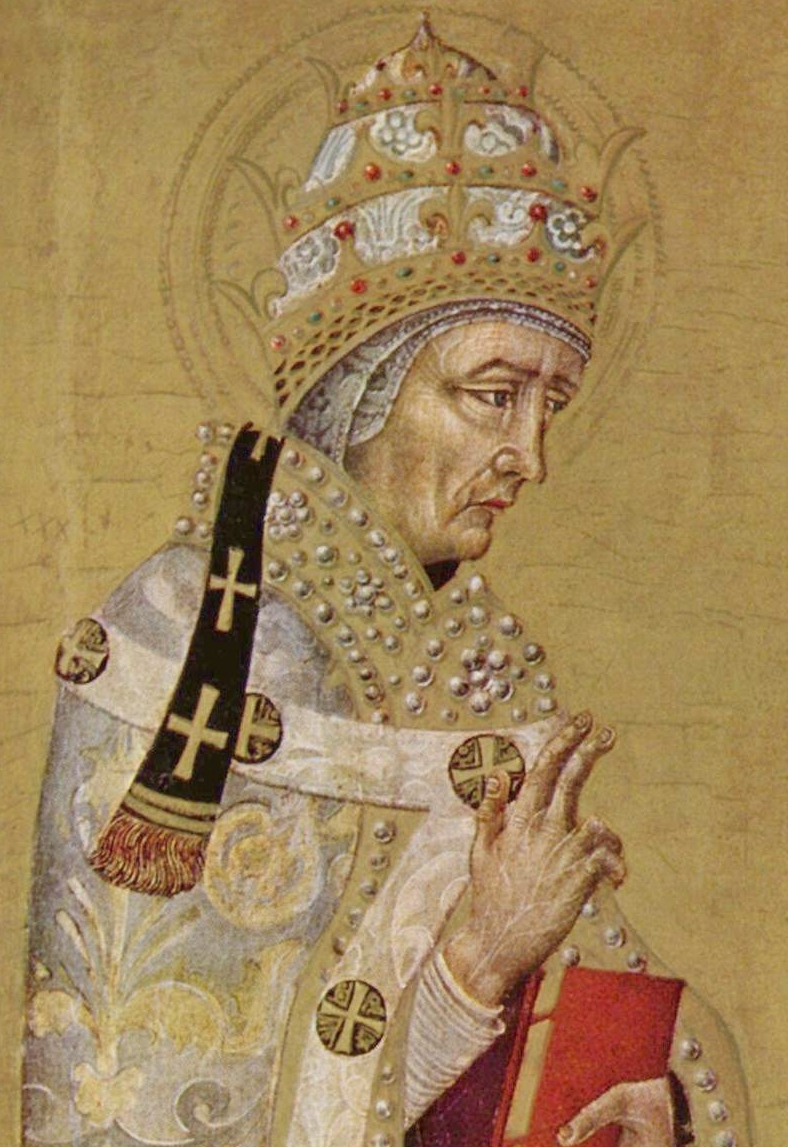
Fabià fou un repudiat seleccionat com a bisbe perquè un colom es va posar sobre seu, aquesta és la primera referència històrica sobre el mètode de successió papal.

Les eleccions papals abans del 1059 es feien sense un procés fixat. Els papes, els bisbes de Roma i els dirigents de l'Església catòlica, sovint eren nomenats pels seus predecessors o per governants seculars. Si bé el procés sovint es caracteritzava per una certa capacitat d'elecció, les eleccions amb participació significativa del laïcat eren les excepcions a la regla, especialment quan les relcamacions dels papes de tenir més poder temporal es van concretar en els Estats Pontificis. La pràctica de la cita papal durant aquest període acabaria donant pas al jus exclusivae, un dret de veto exercit per les monarquies catòliques fins al segle xx.
La manca d'un procés institucionalitzat per la successió papal era propens a provocar cismes, i molts dels qui van reclamar ser papes abans del 1059 actualment són considerats antipapes per l'Església, tot i que la majoria no ho són. Per altra banda, el freqüent requisit d'aprovació secular dels papes elegits va allargar significativament els períodes de seu vacant i va debilitar el papat. El 1059, el Papa Nicolau II va tenir èxit en la limitació dels electors papals futurs en els cardenals amb In Nomine Domini, estandarditzant un model d'elecció papal que evolucionarà fins al conclave.